# Jean-Claude Périsset
Jean-Claude Périsset (n. 13 aprilie 1939, Estavayer-le-Lac⁠(d), Estavayer⁠(d), cantonul Fribourg, Elveția) este un arhiepiscop romano-catolic care a îndeplinit funcția de nunțiu apostolic în România (din anul 1998) și Republica Moldova (din anul 2003), până în anul 2007. Din 15 octombrie 2007 până în 21 septembrie 2013 a fost nunțiu apostolic în Germania.

## Cariera pastorală și diplomatică
Jean-Claude Périsset a urmat studiile gimnaziale la Estavayer-le-Lac și la Colegiul "St. Michel" din Fribourg. În anii 1958-1959 a urmat cursurile de filosofie clasică la Colegiul Cantonal din Sarnen. A făcut studiile teologice la seminarul diecezan din Fribourg (1959-1964). După încheierea studiilor, la 28 iunie 1964, a fost hirotonit preot în capela Colegiului "St. Michel" din Fribourg. Și-a început activitatea pastorală la Bazilica Notre Dame din Geneva (1965-1969), unde a lucrat ca vicar parohial.
Din anul 1969 a activat ca și colaborator al Congregației pentru Cler și al Biroului pentru Pastorația Turismului (până în anul 1970), și apoi al Congregației pentru Episcopi (până în anul 1971). În paralel cu cursurile Universității Pontificale Gregoriene (1969-1973), unde și-a luat doctoratul în Drept Canonic (1973), a urmat și cursurile de Științe Diplomatice ale Academiei Pontificale Eclesiastice (1971-1973).
A intrat în serviciul diplomatic al Sfântului Scaun la 4 iulie 1973. Și-a desfășurat activitatea în cadrul reprezentanțelor pontificale din Africa de Sud (1973-1976), Peru (1976-1980), Franța (1980-1983), Pakistan (1983-1984), Japonia (1984-1986). Ulterior a fost rechemat în dieceza de origine, unde a primit misiunea de vicar judecătoresc al Diecezei de Lausanne, Geneva și Fribourg (1986-1991).
La 15 septembrie 1991 s-a reîntors în serviciul Sfântului Scaun, activând până în 1996 ca și auditor în Secretariatul de Stat al Sfântului Scaun, în sectorul de Relații cu Statele. Din 18 mai 1992 a fost numit consilier în cadrul aceluiași organism.

## Nunțiu apostolic în România și Republica Moldova
La 16 noiembrie 1996 a fost numit episcop titular de Accia și secretar adjunct al Consiliului Pontifical pentru Promovarea Unității Creștinilor. Consacrarea sa episcopală a avut loc la 6 ianuarie 1997 în Bazilica San Pietro. Episcop consacrator a fost papa Ioan Paul al II-lea, asistat de arhiepiscopul Giovanni Battista Re. Între cei 12 episcopi consacrați atunci s-a aflat și Florentin Crihălmeanu, episcop eparhial de Cluj-Gherla. 
La 12 noiembrie 1998 a fost numit nunțiu apostolic în România, al treilea nunțiu de la reluarea în 1990 a relațiilor diplomatice cu Vaticanul. În calitate de nunțiu a pregătit vizita papei Ioan Paul al II-lea în România, eveniment care a avut loc între 7-9 mai 1999.
Începând din 22 martie 2003 Jean-Claude Perisset a fost nunțiu apostolic și pentru Republica Moldova. Schimbarea a survenit în urma numirii fostului nunțiu pentru Ungaria și Republica Moldova, episcopul Karl Josef Rauber, ca nunțiu pentru Belgia și Luxemburg. 
La rândul său Jean-Claude Périsset a fost principal consacrator al episcopului Martin Roos de Timișoara (28 august 1999), și a participat la consacrarea episcopală a lui Aurel Percă - episcop-auxiliar de Iași (8 decembrie 1999), Jenö Schönberger - episcop de Satu Mare (21 iunie 2003) și Cornel Damian - episcop-auxiliar de București (8 decembrie 2003).
La data de 15 octombrie 2007 arhiepiscopul Jean-Claude Perisset a fost numit în funcția de nunțiu apostolic în Germania.
A publicat numeroase lucrări, dintre care cele mai importante sunt: „Curé ou Presbytérium paroissial” (teza de doctorat), Analecta Gregoriana, Roma, 1983; „La Paroisse” și „Les biens temporels de l'Eglise” în „Le nouveau droit ecclésial”, comentariu la Codul de Drept Canonic.